# NGC 391
NGC 391 is een elliptisch sterrenstelsel in het sterrenbeeld Walvis. Het hemelobject ligt ongeveer 243 miljoen lichtjaar van de Aarde verwijderd en werd op 8 januari 1853 ontdekt door de Amerikaanse astronoom George Phillips Bond.

## Synoniemen
- PGC 3976
- UGC 693
- MCG 0-3-75
- ZWG 384.77